# Gmina Nyborg
Gmina Nyborg (duń. Nyborg Kommune) – gmina w Danii w regionie Dania Południowa.
Gmina powstała 1 stycznia 2007 roku na mocy reformy administracyjnej z połączenia gmin Ullerslev, Ørbæk i poprzedniej gminy Nyborg.
Siedzibą władz gminy jest miasto Nyborg.